# Federazija regbi Rossii
Die Federazija regbi Rossii (FRR; russisch Федерация регби России, ФРР; auf Deutsch: Rugby-Föderation Russlands) ist der nationale Sportverband für Rugby Union und Siebener-Rugby in Russland. Der im Jahr 1936 gegründete Verband hat seinen Sitz in Moskau. Seit 1990 vertritt er Russland beim Weltverband World Rugby und seit 1992 beim Kontinentalverband Rugby Europe. Seit dem russischen Überfall auf die Ukraine 2022 ist das Land vom internationalen Spielgeschehen ausgeschlossen.

## Aufgabe
Die Federazija regbi Rossii stellt die Russland vertretenden Nationalmannschaften, einschließlich der für die Männer, Frauen und Jugend, zusammen. Daneben organisiert der Verband das Kinder- und Jugend-Rugby in Russland. Kinder und Jugendliche werden bereits in der Schule an den Rugbysport herangeführt und je nach Interesse und Talent beginnt dann die Ausbildung. Wie andere Rugbynationen verfügt Russland über eine U-20-Nationalmannschaft, die an den entsprechenden Europa- und Weltmeisterschaften teilnahm. Ebenso ist die Federazija regbi Rossii verantwortlich für die russische Siebener-Rugby-Nationalmannschaft und da Siebener-Rugby eine olympische Sportart ist, arbeitet sie hier mit dem Russischen Olympischen Komitee zusammen.
Der Verband organisiert auch den nationalen Spielbetrieb. Die höchste Rugby-Union-Liga in Russland ist die professionelle Russian Rugby Championship mit neun Mannschaften. Allerdings zogen es einige Spieler wegen der wirtschaftlichen Schwäche des Landes vor, für Vereine in Westeuropa anzutreten (vor allem in Frankreich). Abhilfe schaffen sollten die professionellen Mannschaften Jenissei-STM Krasnojarsk und Lokomotiw Penza, die 2021 am Rugby Europe Super Cup teilnahmen.

## Geschichte
Die Federazija regbi Rossii wurde 1936 gegründet und wurde 1990, vor dem Zerfall der Sowjetunion, Vollmitglied des International Rugby Football Board (IRFB; heute World Rugby). Zwei Jahre später trat sie außerdem dem Kontinentalverband Fédération Internationale de Rugby Amateur (FIRA; heute Rugby Europe) bei.
In Reaktion auf den russischen Überfall auf die Ukraine 2022 wurde die Mitgliedschaft des russischen Verbandes in Übereinstimmung mit anderen Sportverbänden vom Weltverband World Rugby suspendiert und die Nationalmannschaften disqualifiziert, womit sie sich nicht mehr für die Weltmeisterschaft 2023 in Frankreich und die Frauen-Rugby-Union-Weltmeisterschaft 2025 in England qualifizieren konnten. Zuvor waren die Nationalmannschaften bereits vom kontinentalen Verband Rugby Europe suspendiert worden.

## Logo
Der Spitzname der Nationalmannschaft lautet Medwedi („die Bären“) und leitet sich von der nationalen Personifikation, dem Russischen Bären, ab. Dementsprechend zeigt das Logo des Verbandes einen stilisierten Bärenkopf.